# Eleccions plebiscitàries
Les eleccions plebiscitàries són unes eleccions amb un tema central i pràcticament exclusiu. Així com en unes eleccions normals les candidatures porten un programa amb gran quantitat de punts, en aquest cas portarien un programa en el qual sols hi ha un punt o, si n'hi ha més, la resta seria completament accessòria. Es transmet als votants que, més que elegir un Parlament, es tracta que aquest Parlament immediatament prengui, o no, la decisió transcendental que s'ha presentat.

## El plebiscit
Un plebiscit és una consulta que l'autoritat política fa a la voluntat popular sobre una qüestió d'interès general, o consulta directa al poble d'un estat o territori amb personalitat política, per a obtenir la ratificació d'una mesura o sobre la gestió d'una persona. La paraula plebiscit prové del llatí plebis scitum que és el nom que rebien les resolucions que, en temps de l'imperi romà, aprovaven els plebeus en les seves assemblees. Tot i que són termes que tendeixen a confondre's, un plebiscit seria l'acte de ratificació d'un governant o de la seva política mitjançant el vot popular, a diferència d'un referèndum que seria quan un parlament o un govern sotmeten al vot popular algun acte legislatiu.

## Objectius de les eleccions plebiscitàries
En unes eleccions plebiscitàries els partits han de deixar ben clar abans què és el que es tindrà en compte pel que fa al nombre d'escons resultants, el nombre de vots i l'àmbit en què s'han de considerar. En unes eleccions plebiscitàries normalment els partits que s'hi presentessin portarien un punt principal en el programa amb la fi que el parlament resultant porti a terme immediatament la decisió presa pels votants.
Segons el catedràtic de Dret Constitucional Ignacio Villaverde, aquests tipus d'eleccions tenen un caràcter més polític que jurídic perquè es convoquen per la impossibilitat d'organitzar un referèndum legal amb efectes vinculants. Per aquest motiu, en aquestes eleccions els partits polítics es podrien presentar defensant el sí o el no a una independència, i en el cas que guanyessin els partits independentistes, el Parlament resultant podria proclamar una declaració unilateral d'independència.

## Exemples
Les eleccions plebiscitàries va ser el procediment que s'emprà en la Independència de Kosovo proclamada el 17 de febrer de 2008, com també en la independència de la República de Crimea proclamada el 17 de març del 2014. També les eleccions municipals del 12 d'abril del 1931 a l'Estat Espanyol varen ser considerades plebiscitàries pel fet de decidir si continuar amb la monarquia o canviar a una república, i en guanyar els republicans, aquests varen proclamar la Segona República Espanyola el 14 d'abril del 1931.